# Liste der Baudenkmäler in Kumhausen
Auf dieser Seite sind die Baudenkmäler in der niederbayerischen Gemeinde Kumhausen zusammengestellt. Diese Tabelle ist eine Teilliste der Liste der Baudenkmäler in Bayern. Grundlage ist die Bayerische Denkmalliste, die auf Basis des Bayerischen Denkmalschutzgesetzes vom 1. Oktober 1973 erstmals erstellt wurde und seither durch das Bayerische Landesamt für Denkmalpflege geführt wird. Die folgenden Angaben ersetzen nicht die rechtsverbindliche Auskunft der Denkmalschutzbehörde.

## Baudenkmäler nach Ortsteilen

### Allkofen
| Lage                                                  | Objekt  | Beschreibung                                                                     | Akten-Nr.    | Bild    |
| ----------------------------------------------------- | ------- | -------------------------------------------------------------------------------- | ------------ | ------- |
| Gegenüber Haus Nr. 19, an der Bundesstraße (Standort) | Kapelle | kleiner massiver Satteldachbau, mit Putzgliederung, neugotisch, 19. Jahrhundert. | D-2-74-146-1 | Kapelle |

### Berndorf
| Lage                              | Objekt                        | Beschreibung | Akten-Nr.    | Bild           |
| --------------------------------- | ----------------------------- | --- | ------------ | -------------- |
| Neben der Ortskreuzung (Standort) | Katholische Kirche St. Lorenz | Chorturmkirche, Backsteinbau, Chorturm backsteinsichtig mit Satteldachabschluss, spätromanisch, zweiten Hälfte 13. Jahrhundert; mit Ausstattung. | D-2-74-146-2 | weitere Bilder |

### Götzdorf
| Lage                  | Objekt                                      | Beschreibung | Akten-Nr.    | Bild                                        |
| --------------------- | ------------------------------------------- | --- | ------------ | ------------------------------------------- |
| Götzdorf 7 (Standort) | Wohnstallhaus eines ehemaligen Dreiseithofs | zweigeschossiger Flachsatteldachbau mit Obergeschoss in Blockbau, Ende 18./Anfang 19. Jahrhundert.                                                                                                   | D-2-74-146-3 | Wohnstallhaus eines ehemaligen Dreiseithofs |
| Götzdorf 8 (Standort) | Wohnstallhaus                               | eingeschossiger Satteldachbau mit Kniestock, Blockbau, 19. Jahrhundert. | D-2-74-146-4 | weitere Bilder                              |
| Götzdorf 9 (Standort) | Katholische Kirche St. Maria und Kapelle    | Saalkirche, spätgotische Anlage, 1466, südlich Chorflankenturm mit Spitzbogenblenden, Spitzhelm 1940 erneuert; mit Ausstattung; Friedhofskapelle, massiver Zentralbau mit Walmdach, 19. Jahrhundert. | D-2-74-146-5 | weitere Bilder                              |

### Grammelkam
| Lage                    | Objekt                                       | Beschreibung | Akten-Nr.    | Bild                                         |
| ----------------------- | -------------------------------------------- | --- | ------------ | -------------------------------------------- |
| Grammelkam 2 (Standort) | Pfarrhaus                                    | zweigeschossiger giebelständiger Satteldachbau, mit Schweifgiebeln, Lisenen- und Putzgliederung, mit Treppenaufgang, neubarock, 1900/1910. | D-2-74-146-6 | Pfarrhaus                                    |
| Grammelkam 7 (Standort) | Katholische Pfarrkirche St. Petrus mit Mauer | Chorturmkirche, Backsteinbau, spätromanische Anlage, wohl noch Ende des 12. Jahrhunderts errichtet, barock und modern verändert, Jorhan-Vortragekreuz, rundbogiges romanisches Südportal zweifach gestuft, Chorturm mit Satteldach und Treppengiebel, Maßwerkokulus und Spitzbogenblenden am Turm 19. Jahrhundert; mit Ausstattung; Friedhofs- und Befestigungsmauer, Backstein, 18./19. Jahrhundert mit älterem Bestand, teilweise modern erneuert. | D-2-74-146-7 | Katholische Pfarrkirche St. Petrus mit Mauer |

### Herbersdorf
| Lage                         | Objekt                            | Beschreibung | Akten-Nr.    | Bild                              |
| ---------------------------- | --------------------------------- | --- | ------------ | --------------------------------- |
| Herbersdorf 3 1/2 (Standort) | Katholische Kirche St. Pankratius | Saalkirche, Westgiebel mit kurzem Turmpolygon mit Zwiebelhaube, mit Putz- und Lisenengliederung, Rokokobau, um 1763; mit Ausstattung. | D-2-74-146-8 | Katholische Kirche St. Pankratius |

### Hohenegglkofen
| Lage                           | Objekt                                     | Beschreibung | Akten-Nr.     | Bild           |
| ------------------------------ | ------------------------------------------ | --- | ------------- | -------------- |
| Hauptstraße 5 (Standort)       | Schmiede                                   | eingeschossiges traufständiges Gebäude mit Schopfwalmdach und Arkade, 1842 in nachbarocken Formen errichtet. | D-2-74-146-10 | Schmiede       |
| Hauptstraße 8 (Standort)       | Katholische Pfarrkirche St. Johann Baptist | Saalkirche, spätgotischer ziegelsichtiger Backsteinbau, 15. Jahrhundert, Wandpfeilersaal in der ersten Hälfte des 18. Jahrhunderts nördlich erweitert, Gliederung durch umlaufenden Fries sowie Dreieckstreben und Strebepfeiler, nördlich Chorflankenturm mit Spitzhelm über Eckzinnen, teilweise mit Spitzbogen verblendet; mit Ausstattung. | D-2-74-146-12 | weitere Bilder |
| Jenkofener Straße 3 (Standort) | Wohnhaus                                   | zweigeschossiges, schlossähnliches Gebäude mit verschiedenen Dachformen, nordöstlich dreigeschossiger Turmbau mit Walmdach, mit Erkeranbauten und Putzgliederung, im Typ einer ländlichen Baumeister-Villa, um 1900. | D-2-74-146-11 | Wohnhaus       |

### Mantelkam
| Lage                                              | Objekt        | Beschreibung | Akten-Nr.     | Bild          |
| ------------------------------------------------- | ------------- | --- | ------------- | ------------- |
| Mantelkam 16; an der Kreisstraße LA 55 (Standort) | Privatkapelle | massiver Bau mit Satteldach und kleinem rundem Chorschluss, mit Fries- und Putzgliederung, neuromanisch, 1847; mit Ausstattung. | D-2-74-146-13 | Privatkapelle |

### Obergangkofen
| Lage                        | Objekt                                           | Beschreibung | Akten-Nr.     | Bild                       |
| --------------------------- | ------------------------------------------------ | --- | ------------- | -------------------------- |
| Badstauden 6 (Standort)     | Wohnstallhaus und Backhaus                       | zweigeschossiger Satteldachbau, Wohnteil zweigeschossiger Blockbau, zweiten Hälfte 18. Jahrhundert, Stallteil Ziegelstein, 19. Jahrhundert; Backhaus, kleiner massiver Satteldachbau, Ziegelstein, verputzt, wohl gleichzeitig. | D-2-74-146-16 | Wohnstallhaus und Backhaus |
| Kirchplatz 1 1/2 (Standort) | Katholische Kirche St. Ulrich, Mauer und Kapelle | Saalkirche, spätgotisch, zweiten Hälfte 15. Jahrhundert, Langhaus barockisiert, Mitte 18. Jahrhundert, südlich Chorflankenturm mit Spitzhelm; mit Ausstattung; Friedhofskapelle, massives Gebäude mit Satteldach, Gliederung durch umlaufenden Spitzbogenfries über Halbsäulen, nachgotisch, 16./17. Jahrhundert, im 18. Jahrhundert verlängert; mit Ausstattung; erhaltene Teile der Friedhofsmauer, Ziegelstein, 18./19. Jahrhundert. | D-2-74-146-14 | weitere Bilder             |
| Kirchplatz 4 (Standort)     | Ehemaliges Bauernhaus                            | Wohnstallbau, zweigeschossiges traufständiges Gebäude mit Flachsatteldach, Wohnteil zweigeschossiger Blockbau, 18./19. Jahrhundert. | D-2-74-146-15 | Ehemaliges Bauernhaus      |

### Oberschönbach
| Lage                        | Objekt      | Beschreibung | Akten-Nr.     | Bild |
| --------------------------- | ----------- | --- | ------------- | ---- |
| Oberschönbach 56 (Standort) | Vierseithof | Wohnstallhaus, zweigeschossiger Satteldachbau mit Blockbau-Obergeschoss, Kernbau zweite Hälfte 17. Jahrhundert (dendrochronologisch datiert), Aufstockung drittes Viertel 19. Jahrhundert; ehemaliger Stallgebäude, zweigeschossiger Ziegelbau mit Schopfwalmdach, 1849; ehemaliger Kuhstall, zweigeschossiger Ziegelbau mit Satteldach und Putzgliederung, vier Heiligenfiguren in Fensternischen am Nordgiebel, 1909; ehemaliger Getreidestadel mit Schopfwalmdach, Ziegelbau mit Ständerkonstruktion, Figur des Hl. Florian in Nische am Ostgiebel, 1920. | D-2-74-146-23 | BW   |

### Preisenberg
| Lage                      | Objekt                               | Beschreibung | Akten-Nr.     | Bild                                 |
| ------------------------- | ------------------------------------ | --- | ------------- | ------------------------------------ |
| Preisenberg 21 (Standort) | Katholische Kirche Mariä Himmelfahrt | Chorturmkirche, spätromanische Anlage des frühen 13. Jahrhunderts, im 15. Jahrhundert nach Westen erweitert, gleichzeitig Chorgewölbe und südlich gewölbte Vorhalle, barocke Renovierung 1788 (bezeichnet), Chorturm backsteinsichtig mit gut erhaltener Friesgliederung und Satteldachabschluss; neugotische Ausstattung, gotische Mutter Gottes, steinerne Kreuzigungsgruppe 14. Jahrhundert. | D-2-74-146-17 | Katholische Kirche Mariä Himmelfahrt |

### Rammelkam
| Lage                    | Objekt                      | Beschreibung | Akten-Nr.     | Bild                        |
| ----------------------- | --------------------------- | --- | ------------- | --------------------------- |
| Rammelkam 40 (Standort) | Katholische Kirche St. Veit | Chorturmkirche, spätromanische Anlage, Backsteinbau, Chorturm mit Satteldachabschluss, 12./13. Jahrhundert; mit folgender Ausstattung: Altar Barock 1680, Altarraum-Fresken 1350, romanische Glocke 1200. | D-2-74-146-18 | Katholische Kirche St. Veit |

### Stadel
| Lage              | Objekt               | Beschreibung                                                                                            | Akten-Nr.     | Bild                 |
| ----------------- | -------------------- | --- | ------------- | -------------------- |
| Eichet (Standort) | Wegkapelle Mariahilf | massiver Satteldachbau mit Dachreiter an der Giebelseite, neugotisch, 19. Jahrhundert; mit Ausstattung. | D-2-74-146-19 | Wegkapelle Mariahilf |

### Weihbüchl
| Lage                    | Objekt                          | Beschreibung | Akten-Nr.     | Bild                            |
| ----------------------- | ------------------------------- | --- | ------------- | ------------------------------- |
| Weihbüchl 52 (Standort) | Katholische Kirche St. Benedikt | Saalkirche, Ziegelsteinbau, Chor spätgotisch, Ende 15. Jahrhundert, Langhaus und Turm neugotisch, Turm mit Spitzhelm, 1854; mit Ausstattung. | D-2-74-146-20 | Katholische Kirche St. Benedikt |

## Ehemalige Baudenkmäler
Die folgenden Objekte existieren zwar noch, wurden aber aus der Bayerischen Denkmalliste gestrichen.

| Lage                             | Objekt                           | Beschreibung                 | Akten-Nr.    | Bild |
| -------------------------------- | -------------------------------- | ---------------------------- | ------------ | ---- |
| Höhenberg Haus Nr. 27 (Standort) | Zugehöriger Riegelbundwerkstadel | gegen Mitte 19. Jahrhundert. | D-2-74-146-9 | BW   |